# Trinity (serie televisiva 2009)
Trinity è una serie televisiva britannica drammatica trasmessa dal 20 settembre all'8 novembre 2009 sul canale ITV2. In Italia la serie è trasmessa dal 15 marzo 2013 sul canale La3.
La serie narra le vicende di un gruppo di studenti del misterioso Trinity College, appartenente alla Bridgeford University. Le riprese si sono svolte prevalentemente nell'università londinese Royal Holloway.

## Trama
Al pluricentenario Trinity College inizia un nuovo anno accademico, ma questa volta, a differenza degli anni precedenti, vengono ammessi ai corsi di studi anche agli studenti meno privilegiati. Tra questi vi è Charlotte Arc, il cui padre Richard, ex professore della scuola, è stato trovato morto due settimane prima in misteriose circostanze. Convinta che la sua morte sia legata al college, Charlotte decide di far emergere la verità, scoprendo in poco tempo che al Trinity non tutto è come sembra: dietro al lusso, infatti, c'è un mondo nascosto governato da rigidi codici di condotta e società segrete, tra le quali la più influente è il Dandelion Club, che riunisce gli studenti più ricchi ed è diretto da Dorian Gaudain, figlio di Lord Ravensby. Oltre a Charlotte, tra i nuovi studenti arrivati al college ci sono Theo Mackenzie, un ragazzo di origini modeste rispetto agli standard del Trinity, la svampita amante della poesia Maddy Talbot, la fredda e algida cugina di Dorian, Rosalind Gaudain, e Angus e Raj. Quando il vogatore della squadra del collage, Ross Bonham, viene trovato morto, inizia a verificarsi una serie di misteriosi avvenimenti.

## Episodi
| Stagione       | Episodi | Prima TV originale | Prima TV Italia |
| -------------- | ------- | ------------------ | --------------- |
| Prima stagione | 8       | 2009               | 2013            |